# Hendrik Christoffel van de Hulst
Hendrik Christoffel van de Hulst, nizozemski astronom, * 19. november 1918, Utrecht, Nizozemska, † 31. julij 2000, Leiden, Nizozemska.

## Življenje in delo
Med 2. svetovno vojno je van de Hulst leta 1944 še kot študent s sodelavci izračunal, da bi morali oblaki hladnega nevtralnega vodika, ki so razpršeni v veliki količini po krajevni Galaksiji, precej močno sevati radijske valove z valovno dolžino 210 mm. Že prej je Hartmann leta 1904 našel razredčeno obliko medzvezdnega plina, katerega precejšen odstotek, 2 · 105 delcev/m3, se širi po vsej galaktični ravnini. Leta 1951 (1949) so Purcell, »Doc« Ewen in Westerhout tako sevanje tudi v resnici opazili. Ko so izračunali lege in hitrosti teh oblakov, se je nedvoumno pokazala spiralna zgradba. Dognali so tudi, da se krajevna Galaksija vrti, vendar ne kot togo telo, temveč kaže diferencialno rotacijo. Bolj oddaljeni deli se vrtijo počasneje kot tisti blizu središča. V soseščini Sonca je vrtilna doba 225 milijonov let, čemur se včasih reče kozmično leto. Pred enim kozmičnim letom je bila Zemlja na začetku triasa. Takrat so začeli velikanski plazilci izpodrivati dvoživke kot prevladujočo obliko življenja.
Leta 1952 je van de Hulst z Oortom z radioastronomskimi meritvami lokaliziral spiralne rokave krajevne Galaksije.